# Конгрегация Святого Духа
Конгрегация Святого Духа («Конгрегация Святого Духа под защитой Непорочного Сердца Пресвятой Девы Марии», лат. Congregatio Sancti Spiritus sub tutela Immaculati Cordis Beatissimae Virginis Mariae, CSSp) — католическая монашеская конгрегация, известная в основном своей миссионерской деятельностью.

## История
Конгрегация основана в 1703 году с целью миссионерской деятельности как в европейских, так и нехристианских странах на других континентах. Её основателем стал молодой 24-летний бретонский дворянин Клод Пуллар де Плас (англ.), который в тот момент был студентом иезуитской коллегии. Рукоположение в священники он принял лишь через 4 года, в 1707 году. В 1726 году конгрегация объединяла более 300 человек, в центре её духовной и молитвенной жизни было особое почитание Святого Духа, а главной сферой деятельности — пастырская и миссионерская работа в удалённых сельских приходах Франции и во французских колониях. Члены конгрегации не приносили монашеских обетов, поскольку во Франции с 1666 года действовал запрет на образование новых монашеских конгрегаций. В 1734 году конгрегация Святого Духа получила официальное утверждение от парижского архиепископа Вентимия дю Люка.
Главным направлением их деятельности были французские колонии в Африке, но кроме них члены конгрегации работали в Сиаме, Канаде и на островах Карибского моря. В 1766 году конгрегации Святого Духа вверена апостольская префектура на островах Сен-Пьер и Микелон, в 1777 году — апостольская префектура Французской Гвианы, в 1779 году — миссия в Сенегале.
В период Великой французской революции конгрегация подверглась гонениям, многие священники эмигрировали. С 1816 года общество восстановило нормальную деятельность, в 1822 году начала работу орденская семинария в Париже.
В 1824 году конгрегация утверждена Святым Престолом, а в 1855 году Святой Престол разрешил членам общества приносить монашеские обеты, что превратило конгрегацию Святого Духа в полноценную монашескую конгрегацию. В 1848 году к отцам Святого Духа присоединилась небольшая конгрегация миссионеров Святейшего Сердца Марии, также ведших в Африке миссионерскую работу. С этого периода к полному названию общества была добавлена фраза «под защитой Непорочного Сердца Пресвятой Девы Марии». Бывший глава конгрегации миссионеров Святейшего Сердца Марии Франсуа Либерман (англ.) возглавил объединённый орден и внёс большой вклад в его рост. В XIX веке члены общества работали в Танзании, Кении, Камеруне, Гвинее, Сенегале, Ботсване и многих других районах Африки, на островах Маврикий и Реюньон, в Южной Америке и Вест-Индии.
Особое внимание конгрегация уделяла подготовке в семинариях духовенства из числа коренного населения, видя в этом залог успешной миссии. Помимо этого, важной особенностью в работе конгрегации была подготовка специальных катехизаторов из числа мирян, в 1931 году на миссионерских территориях конгрегации работали 13 тысяч подготовленных катехизаторов, мирян из числа местных жителей. В 1939 году конгрегация Святого Духа объединяла 3629 членов и руководила миссионерской работой в 33 апостольских викариатах и апостольских префектурах. В 1961 году в обществе уже было более 5 тысяч членов.

## Современное состояние
По данным на 2014 год конгрегация Святого Духа насчитывала 2921 человека, из которых 2137 священников. Орден располагал 706 обителями. Отцы Святого Духа работают на 6 континентах, в более чем 60 странах.

## Организация
Руководитель конгрегации избирается на генеральном капитуле, с 2021 года этот пост занимает Ален Майама (англ. Alain Mayama). Резиденция генерального настоятеля находится в Риме. Монахи носят чёрное облачение с пелериной, препоясанное верёвкой чёрного цвета. Девиз конгрегации — «Одно сердце и одна душа» (Деян. 4:32).